# قنات‌پینار (سولواووا)
قنات‌پینار (به ترکی استانبولی: Kanatpınar) یک منطقهٔ مسکونی در ترکیه است که در سولواووا واقع شده‌است.